# Les coqs cubains chantent à minuit

Les coqs cubains chantent à minuit est un roman de Tierno Monénembo, publié aux éditions du Seuil en janvier 2015.

## Conditions d'écriture
Les Missions Stendhal de l'Institut français ont financé le séjour de l'auteur à Cuba.

## Personnages principaux
Le narrateur, Ignacio Rodriguez Aponte, adresse une longue lettre à El Palenque, Tierno Alfredo Diallovogui, guinéen, et parisien, né à Cuba, revenu à Cuba à la recherche de ses origines, avec presque comme unique souvenir cinq notes de musique.
Alfredo, la trentaine, rencontre, à La Havane principalement, par la danse, la musique, la boisson, José Manuem de Vargas Machuca, dit Le Poète, le père Cardoso, Roberto Valdès, et surtout des femmes, Mercedes Isabel Portuondo, Taïyana, Taïyumi. Ildalina. 
Ignacio, facilitateur professionnel, introducteur, entremetteur, guanxi, sans doute appointé, prêt à guider ou arnaquer les touristes à la sortie de l'aéroport de La Havane, s'accroche à ce Noir étrange, qui se fond si bien dans la vie cubaine.
El Tosco s'inquiète rapidement de ce non-touriste qui va fleurir la tombe de Juliana, va voir Baracoa, et le fait surveiller.
Les cinq notes de musique prennent forme. Cette ancienne chanson cubaine de l'Oriente s'avère être le cordon ombilical qui relie Alfredo à une tombe, un  coffret, un bracelet, à des lieux (Cumanayagua, La Quinta de los Torrentes, la Casa del Cobre), et surtout à un trio disparu : Juliana, Samba-Saxo et Membi, artiste célèbre anonyme.
Puis apparaissent un événement de 1978, le onzième Festival mondial de la jeunesse et des étudiants, et le bateau Amiral Nakhimov qui a amené Samba-Saxo à La Havane.
Ignacio reconstitue le séjour d'Alfredo, sa redécouverte de la vie cubaine, et surtout ses origines, grâce à un carnet laissé par Le Poète dans cette lettre adressée à El Palenque, qu'El Tosco a fait expulser de Cuba.

## Éditions
- Éditions du Seuil, 2015  (ISBN 978-2021088953).